# Rudná (powiat Rożniawa)
Rudná – wieś (obec) na Słowacji położona w kraju koszyckim, w powiecie Rożniawa.

## Położenie
Miejscowość znajduje się w północno-zachodniej części Kotliny Rożniawskiej (Rožňavská kotlina), ok. 3 km na zachód od Rożniawy. Leży u południowych podnóży masywu Tureckiej (954 m n.p.m.), zaliczanej już do Pogórza Rewuckiego, w dolinie niewielkiego cieku wodnego o nazwie Rudnianský potok. Centrum wsi leży na wysokości 345 m n.p.m. Przez miejscowość przebiega w kierunku wschód - zachód droga nr 526 z Rożniawy do Štítnika.

## Historia
Pierwsze wzmianki o miejscowości pochodzą z roku 1219. Funkcjonowała ona jako górnicza osada niewielkiego feudalnego "państwa" z siedzibą w niedalekim Brzotínie. Od XVI w. należała do spiskiego rodu Mariássych. Mieszkańcy zajmowali się rolnictwem i hodowlą, ale na terenie wsi działały też "banie" (niewielkie kopalnie), w których wydobywano złoto i srebro. W XIX w. podjęto tu wydobycie niewielkich pokładów rud żelaza, a mieszkańcy wsi aż prawie do końca XX w. pracowali w miejscowych kopalniach i hutach.

## Demografia
Według danych z dnia 31 grudnia 2012, wieś zamieszkiwały 752 osoby, w tym 370 kobiet i 382 mężczyzn.
W 2001 roku rozkład populacji względem narodowości i przynależności etnicznej wyglądał następująco:
- Słowacy – 57,16%
- Czesi – 0,39%
- Węgrzy – 41,8%

Ze względu na wyznawaną religię struktura mieszkańców kształtowała się w 2001 roku następująco:
- Katolicy rzymscy – 33,33%
- Grekokatolicy – 1,04%
- Ewangelicy – 23,18%
- Ateiści – 20,44%
- Przedstawiciele innych wyznań – 0,26%
- Nie podano – 1,04%

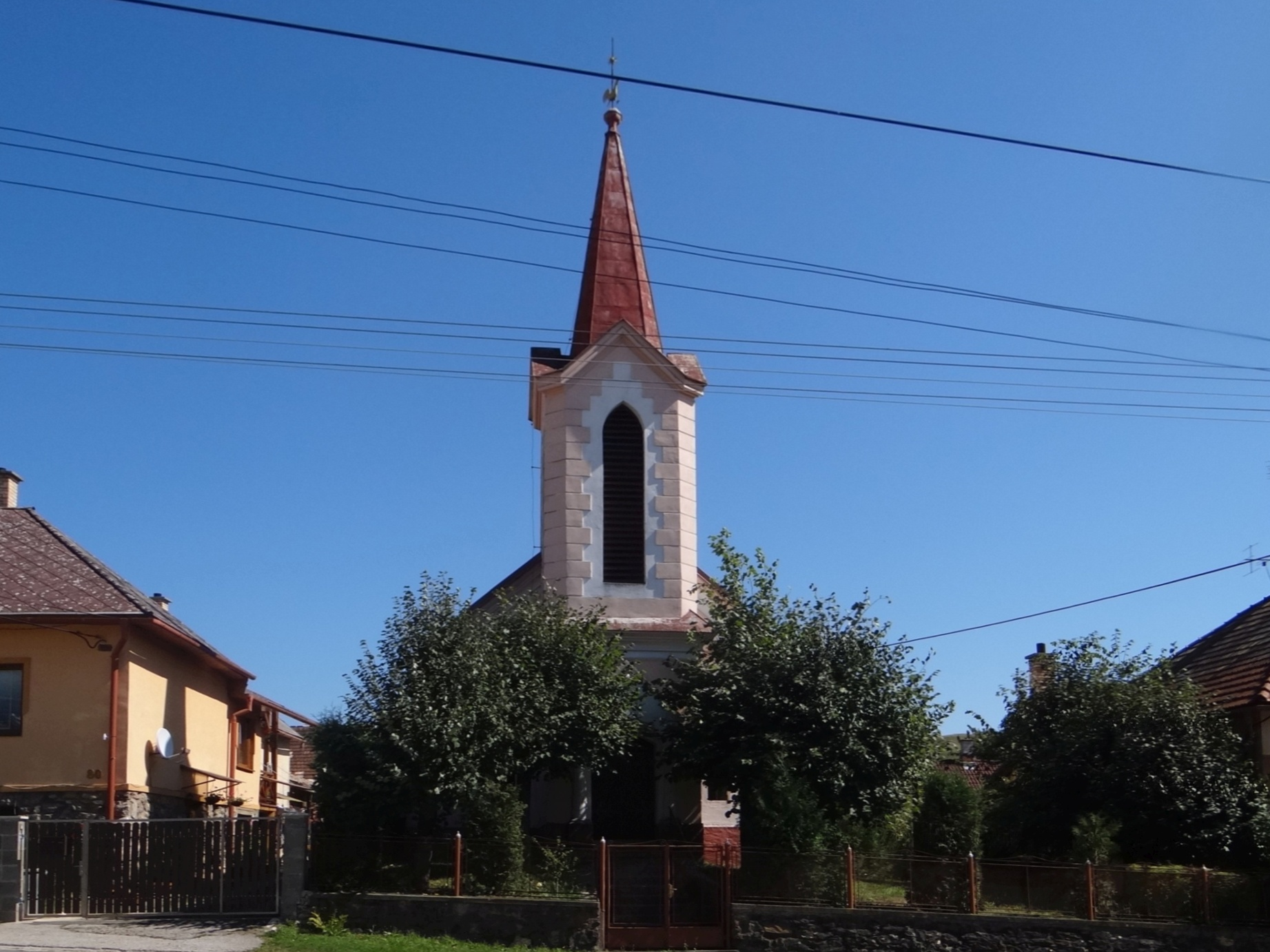
Kościół katolicki
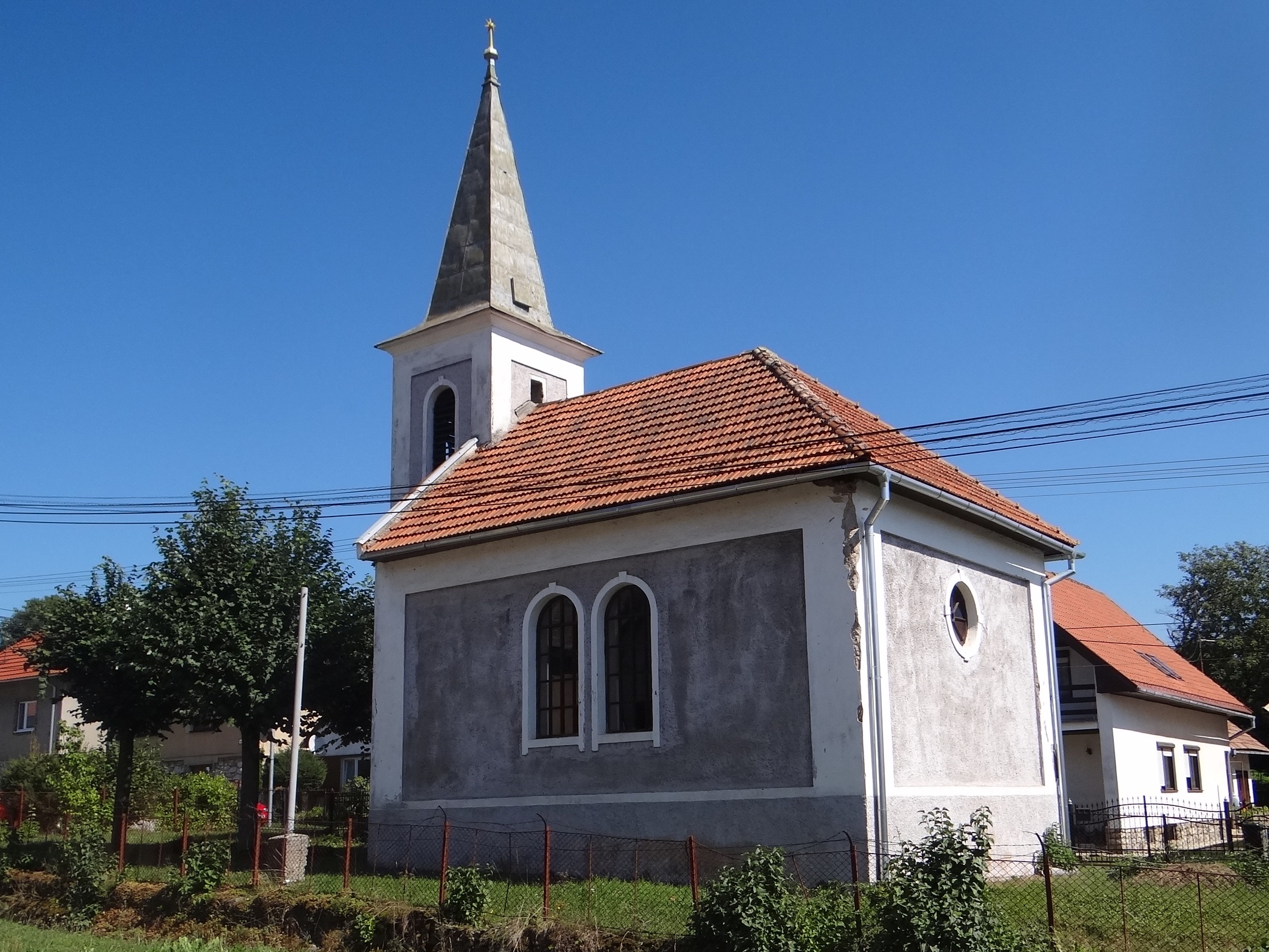
Kościół ewangelicki